# Média dos tempos de primeira passagem
Chama-se média dos tempos de primeira passagem em terminologia Markoviana a análise de quanto tempo leva-se para transitar de um estado i para outro estado j.
A matriz da média dos tempos de primeira passagem é dada pela equação:
{\displaystyle M=(I-Z+EZ_{diag})D}
onde I é a matriz identidade, Z a matriz fundamental, E é a matriz contendo 1 em todas as posições, Zdiag é a matriz contendo os componentes da matriz fundamental (e zeros em todas as posições) e finalmente, D contém em sua diagonal 1/ai  (1 dividido pelos componentes da matriz limite).